# 빵과 사랑과 꿈
빵과 사랑과 꿈(Pane, Amore E Fantasia, Bread, Love And Dreams)은 이탈리아에서 제작된 루이지 코멘치니 감독의 1953년 코미디, 멜로/로맨스 영화이다. 비토리오 데 시카 등이 주연으로 출연하였다.

## 출연

### 주연
- 비토리오 데 시카
- 지나 롤로브리지다

### 조연
- 마리사 메를리니
- 티나 피카
- 마리아-피아 카실리오
- 멤모 카로테누토
- 비토리아 크리스포
- 포스토 구에르조니
- 니노 빈겔리
- 알프레도 리쪼
- 지울리오 바티페리
- 마리오 메니코니

## 제작진
- 미술: 개스톤 메딘